# Боголеп Угличский
Боголеп Угличский (ум. в XVI в.) — святой Русской православной церкви, почитается в лике преподобных (память — 22 августа (4 сентября) и 23 мая (5 июня) в Соборе Ростово-Ярославских святых.
Боголеп был учеником преподобного Паисия Угличского и нёс послушание пекаря в угличском Богоявленском (впоследствии — Покровском) монастыре. Ярославский патерик приписывает ему обретение в 1482 году чудотворного образа Покрова Пресвятой Богородицы. За свое благочестие Боголеп был удостоен рукоположения в священный сан, а перед смертью принял схиму.
Начало местного почитания Боголепа Угличского как святого неизвестно. Местная канонизация преподобного Боголепа была подтверждена включением его имени в Собор Ростово-Ярославских святых (празднование установлено в 1964 году решением патриарха Алексия I и Священного синода).